# Csorvás
Csorvás is een plaats (város) en gemeente in het Hongaarse comitaat Békés. Csorvás telt 5738 inwoners (2001).